# Oppertshofen
Oppertshofen ist ein Gemeindeteil der Gemeinde Tapfheim im Landkreis Donau-Ries (Regierungsbezirk Schwaben, Bayern) und eine Gemarkung.

## Gemeinde
Das Pfarrdorf Oppertshofen war eine Gemeinde im Landkreis Donauwörth. Sie wurde am 1. Juli 1972 im Zuge der Gebietsreform in Bayern sowohl dem Landkreis Donau-Ries, der bis zum 1. Mai 1973 die Bezeichnung Landkreis Nördlingen-Donauwörth trug, zugeschlagen als auch in die Gemeinde Tapfheim eingegliedert.

## Kirche
Die evangelische Pfarrei Sankt Blasius in Oppertshofen gehört zum Dekanat Donauwörth im Kirchenkreis Augsburg. Zur Pfarrei gehört auch noch Buch am Rannenberg.

Die Katholiken von Oppertshofen gehören zur Pfarrei Sankt Peter und Paul in Bissingen.

## Baudenkmäler
Einziges eingetragenes Denkmal ist die Kirche St. Blasius, ein Saalbau mit dreiseitigem Chorschluss, Westturm und Sakristeianbau im Norden. Der wohl einheitlich spätgotische Bau (15. Jahrhundert) wurde in der zweiten Hälfte des 17. Jahrhunderts verändert durch Turmerhöhung (Polygon), Barockisierung und wohl auch Sakristeianbau.